# Dominique Pervenche
Pour les articles homonymes, voir Pervenche (homonymie).
Dominique Pervenche, né le 14 juillet 1948 à Nantes, est un homme politique français.

## Biographie
Il devient directeur du lycée Saint-Stanislas en 1976.

## Mandats électifs
- Député de la 1re circonscription de la Loire-Atlantique (1980-1981)
- Adjoint au maire de Nantes, délégué aux Affaires culturelles (1983-1989)[1]